# 할리 베리
핼리 마리아 베리(영어: Halle Maria Berry 핼리 베리[*], 영어 발음: /ˈhæliː ˈbeɹiː/, 1966년 8월 14일 ~ )는 미국의 배우이다. 2002년 《몬스터 볼》로 아카데미 여우주연상을 받았는데, 2016년까지도 아프리카계 미국인 여성으로는 유일한 여우주연 수상자이다. 베리는 할리우드에서 가장 높은 출연료를 받는 여성 배우 중 한 명으로, 자신이 출연하는 영화의 제작에도 관여하고 있다.
배우가 되기 전에는 여러 미인 대회에 참가했는데, 1986년 미스 USA에서 1위, 미스 월드에서 6위에 입상하며 끝냈다. 1992년 영화 《부메랑》에 출연하며 주목받기 시작했고, 이후 《고인돌 가족》(1994), 《불워스》(1998), 에미상과 골든글로브상 여우주연상을 비롯해 많은 상을 받은 《인트로듀싱 도로시 댄드리지》(1999)에서 주연으로 출연했다. 또한 아카데미 수상을 비롯해 《엑스맨 영화 시리즈》(2000~현재)에서의 스톰, 《스워드피쉬》(2001), 《007 어나더데이》(2002)에서의 본드걸 징스로 출연하면서 높은 명성을 가지게 되었다. 2010년대에도 《클라우드 아틀라스》(2012), 《더 콜》(2013) 등에 출연하며 성공가도를 걷고있다.
베리는 전 야구선수 데이비드 저스티스와 음악가 에릭 베넷과 결혼하고 이혼했다. 이후 모델 가브리엘 오브리 사이에서 딸을 낳았으며, 2013년에는 배우 올리비에 마르티네즈와 결혼했다. 하지만 성격차이를 이유로 2015년 세번째 이혼을 하였다.

## 생애
클리블랜드에서 아프리카계 미국인 아버지와 백인 어머니 사이에서 태어났다.
1985년에 10대 미스 오하이오 대회에서 우승하여, 그해의 10대 미스 아메리카에 이름을 알렸다. 모델로 일한 후에 TV 코미디 시리즈 《리빙 돌즈》에 출연하였다.
1991년 《정글의 열기》로 영화 배우 데뷔를 하였고, 코미디 영화 《부머랭》(1992년)와 《플린트스톤》(1994년), 액션 영화 《마지막 보이스카웃》 (1991년), 《파이널 디시즌》(1996년), 《캣 우먼》(2004년), 《엑스맨》시리즈 등에 출연하였다. 제임스 본드 영화 《어나더데이》(2002년)에서 피어스 브로스넌의 상대역을 맡아, 아프리카계 미국인 최초의 본드걸로 알려졌다.

## 사생활
오른발의 발가락이 6개다. 따라서 베리의 발가락은 총 11개이다.

## 출연작 목록

### 영화
| 연도 | 제목                            | 원제                              | 배역                                                                        | 비고                     |
| ---- | ------------------------------- | --------------------------------- | --------------------------------------------------------------------------- | ------------------------ |
| 1991 | 정글 피버                       | Jungle Fever                      | 비비언                                                                      |                          |
| 1991 | 엄밀한 일                       | Strictly Business                 | 내털리                                                                      |                          |
| 1991 | 마지막 보이스카웃               | The Last Boy Scout                | 코리                                                                        |                          |
| 1992 | 부메랑                          | Boomerang                         | 앤절라 루이스                                                               |                          |
| 1993 | CB4                             | CB4                               | 본인                                                                        |                          |
| 1993 | 아빠 만들기                     | Father Hood                       | 캐슬린 머서                                                                 |                          |
| 1993 | 프로그램                        | The Program                       | 오텀 헤일리                                                                 |                          |
| 1994 | 고인돌 가족 플린스톤            | The Flintstones                   | 샤론 스톤                                                                   |                          |
| 1995 | 솔로몬과 시바                   | Solomon & Sheba                   | 시바의 여왕                                                                 | TV 영화                  |
| 1995 | 모정                            | Losing Isaiah                     | 케일라 리처즈                                                               |                          |
| 1996 | 파이널 디씨전                   | Executive Decision                | 진                                                                          |                          |
| 1996 | 걸 식스                         | Girl 6                            | 본인                                                                        |                          |
| 1996 | 레이스 더 선                    | Race the Sun                      | 샌드라 비처                                                                 |                          |
| 1996 | 진실과 탐욕                     | The Rich Man's Wife               | 조시 포텐자                                                                 |                          |
| 1997 | B*A*P*S                         | B*A*P*S                           | 니시                                                                        |                          |
| 1998 | 불워스                          | Bulworth                          | 니나                                                                        |                          |
| 1998 | 바보들의 사랑                   | Why Do Fools Fall in Love         | 졸라 테일러                                                                 |                          |
| 1998 | 웰컴 투 할리우드                | Welcome to Hollywood              | 본인                                                                        |                          |
| 1999 | 도로시 댄드리지                 | Introducing Dorothy Dandridge     | 도로시 댄드리지                                                             | TV 영화                  |
| 2000 | 엑스맨                          | X-Men                             | 오로로 먼로 / 스톰                                                          |                          |
| 2001 | 스워드피쉬                      | Swordfish                         | 진저 놀스                                                                   |                          |
| 2001 | 몬스터 볼                       | Monster's Ball                    | 러티샤 머스그로브                                                           |                          |
| 2002 | 007 어나더데이                  | Die Another Day                   | 저신타 존슨 / 징크스                                                        |                          |
| 2003 | 엑스맨 2                        | X2                                | 오로로 먼로 / 스톰                                                          |                          |
| 2003 | 고티카                          | Gothika                           | 미란다 그레이                                                               |                          |
| 2004 | 캣우먼                          | Catwoman                          | 페이션스 필립스 / 캣우먼                                                    |                          |
| 2005 | 그들의 눈은 신을 보고 있었다    | Their Eyes Were Watching God      | 제이니 크로퍼드                                                             | TV 영화                  |
| 2005 | 로봇                            | Robots                            | 캐피                                                                        | 애니메이션               |
| 2006 | 엑스맨: 최후의 전쟁             | X-Men: The Last Stand             | 오로로 먼로 / 스톰                                                          |                          |
| 2007 | 퍼펙트 스트레인저               | Perfect Stranger                  | 로위나 프라이스                                                             |                          |
| 2007 | 우리가 불속에서 잃어버린 것들   | Things We Lost in the Fire        | 오드리 버크                                                                 |                          |
| 2010 | 프랭키와 앨리스                 | Frankie & Alice                   | 프랭키 / 앨리스                                                             |                          |
| 2011 | 뉴욕의 연인들                   | New Year's Eve                    | 에이미                                                                      |                          |
| 2012 | 다크 타이드                     | Dark Tide                         | 케이티 매시슨                                                               |                          |
| 2012 | 클라우드 아틀라스               | Cloud Atlas                       | 마오리족 여성 / 조캐스타 에어스 / 루이자 레이 / 파티 손님 / 오비드 / 메로님 |                          |
| 2013 | 무비 43                         | Movie 43                          | 에밀리                                                                      | "Truth Or Dare" 에피소드 |
| 2013 | 더 콜                           | The Call                          | 조던 터너                                                                   |                          |
| 2014 | 엑스맨: 데이즈 오브 퓨처 패스트 | X-Men: Days of Future Past        | 오로로 먼로 / 스톰                                                          |                          |
| 2016 | 케빈 하트: 왓 나우?             | Kevin Hart: What Now?             | 머니 베리                                                                   |                          |
| 2017 | 키드냅                          | Kidnap                            | 칼라 다이슨                                                                 |                          |
| 2017 | 킹스                            | Kings                             | 밀리 던바                                                                   |                          |
| 2017 | 킹스맨: 골든 서클               | Kingsman: The Golden Circle       | 진저 에일                                                                   |                          |
| 2019 | 존 윅 3: 파라벨룸               | John Wick: Chapter 3 – Parabellum | 소피아                                                                      |                          |
| 2020 | 재키의 링                       | Bruised                           | 재키 저스티스                                                               |                          |
| 2022 | 문폴                            | Moonfall                          | 조신다 파울러                                                               |                          |
| 2023 | 머더십                          | The Mothership                    | 세라 모스                                                                   | 미공개                   |
| 2021 | 더 유니온                       | The Union                         | 록샌 홀                                                                     |                          |
| 2021 | 네버 렛 미 고                   | Never Let Go                      | 엄마                                                                        |                          |
| 2025 | 크라임 101                      | Crime 101                         |                                                                             | 후반제작                 |

### 텔레비전 드라마
| 연도    | 제목                           | 원제                       | 배역               | 비고                                        |
| ------- | ------------------------------ | -------------------------- | ------------------ | ------------------------------------------- |
| 1989    | 리빙 돌스                      | Living Dolls               | 에밀리 프랭클린    | 주연                                        |
| 1991    | 아멘                           | Amen                       | 클레어             | "Unforgettable" 에피소드                    |
| 1991    | 데이 케임 프롬 아우터 스페이스 | They Came from Outer Space | 러네이             | "Hair Today, Gone Tomorrow" 에피소드        |
| 1991    | 노츠 랜딩                      | Knots Landing              | 에드워드 웰던 판사 | "Two Courts" 에피소드                       |
| 1993    | 여왕                           | Alex Haley's Queen         | 잭슨 헤일리        | 미니시리즈                                  |
| 1996    | 마틴                           | Martin                     | 본인               | "Where the Party At" 에피소드               |
| 1998    | 프레이저                       | Frasier                    | 베치               | "Room Service" 에피소드                     |
| 2011    | 심슨 가족                      | The Simpsons               | 본인               | 애니메이션; "Angry Dad: The Movie" 에피소드 |
| 2012    | 세서미 스트리트                | Sesame Street              | 본인               | "Get Lost, Mr. Chips" 에피소드              |
| 2014-15 | 엑스턴트                       | Extant                     | 몰리 우즈          | 주연                                        |

## 수상 경력
- 1985년 미스 오하이오
- 1986년 미스 USA 1위
- 1986년 미스 월드 6위
- 1995년 NAACP 이미지어워드 TV영화/미니시리즈부문 여우주연상
- 1996년 블록버스터엔터테인먼트어워즈 드라마/어드벤처부문 가장좋아하는 여자배우상
- 2000년 제57회 골든글로브시상식 TV영화/미니시리즈부문 여우주연상
- 2000년 제52회 에미상 TV영화/미니시리즈부문 여우주연상
- 2000년 제6회 미국배우조합상 TV영화/미니시리즈부문 여자연기상
- 2000년 블랙릴어워드 TV영화/미니시리즈부문 여우주연상
- 2000년 NAACP 이미지어워드 TV영화/미니시리즈부문 여우주연상
- 2000년 NAACP 이미지어워드 올해의 엔터테이너상
- 2002년 밤비 어워드 국제영화상
- 2002년 제73회 미국비평가협회상 여우주연상
- 2002년 제8회 미국배우조합상 영화부문 여우주연상
- 2002년 제74회 아카데미시상식 여우주연상
- 2002년 제52회 베를린국제영화제 은곰부문 여자연기자상
- 2002년 에마어워즈 영화부문 여자배우상
- 2002년 NAACP 이미지어워드 영화부문 여우주연상
- 2002년 BET 어워즈 여우주연상
- 2002년 블랙릴어워드 연극부문 여우주연상
- 2002년 주피터어워즈 외국여자배우상
- 2003년 NAACP 이미지어워드 영화부문 여우조연상
- 2004년 BET 어워즈 여우주연상
- 2004년 제6회 틴 초이스 어워즈 드라마, 액션/어드벤처부문 여자배우상
- 2004년 여성비평가협회상 코미디연기상
- 2005년 제25회 골든라즈베리시상식 최악의 여우주연상
- 2006년 크리스토퍼어워즈 TV, 케이블부문 여자배우상
- 2007년 제33회 피플스초이스어워즈 가장좋아하는 여자배우상
- 2008년 BET 어워즈 여우주연상
- 2009년 셰리 랜싱 지도자상
- 2011년 NAACP 이미지어워드 영화부문 여우주연상
- 2011년 프리즘어워즈 영화부문 여우주연상